# Kościół Przemienienia Pańskiego w Nowym Sączu

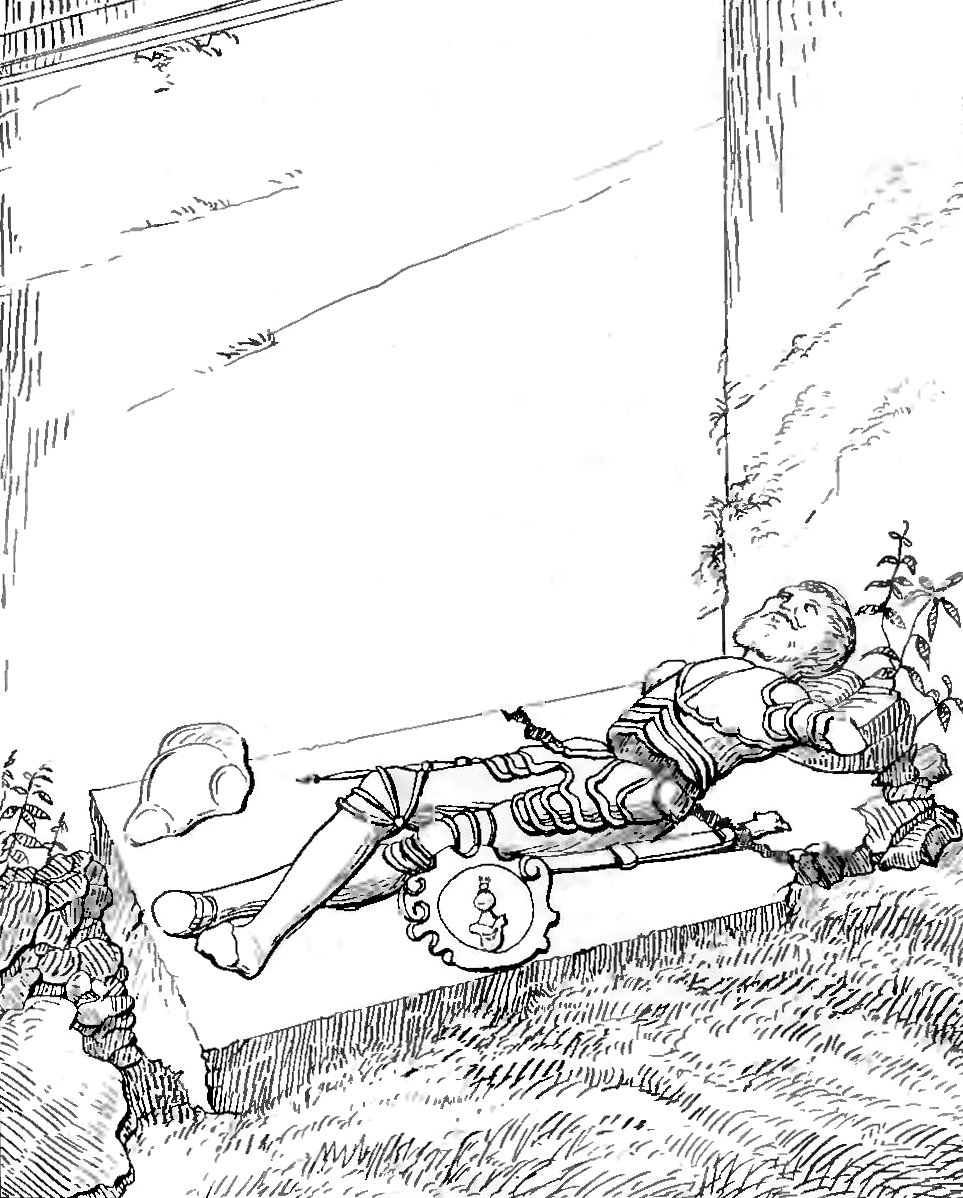
Nagrobek Jana Dobka Lowczowskiego

Kościół Przemienienia Pańskiego w Nowym Sączu – dawna kaplica Przemienienia Pańskiego, należąca do nieistniejącego klasztoru Franciszkanów - zlikwidowanego na skutek kasaty józefińskiej. Zespół poklasztorny oo. Franciszkanów w Nowym Sączu powstał w 1297 r. z nadania Wacława II. W centrum parceli znajdywał się Kościół pw. Narodzenia Najświętszej Marii Panny, otoczony był wieloma kaplicami. Jedną z nich była kaplica Przemieniania Pańskiego. Została ona rozbudowana do obecnej postaci z fundacji starosty sądeckiego - Konstantego Lubomirskiego i odbyła się w latach 1654-1672. Obecny kościół ewangelicki ma wyraźny trójczłonowy układ, a całość architektonicznej kompozycji jest utrzymana w stylu barokowym. W kaplicy znajduje się nagrobek Jana Dobka Łowczowskiego, był on fundatorem jednej z niezachowanych kaplic. Pod kaplicą znajduje się krypta. Od 1800 roku kaplica jest w posiadaniu parafii ewangelicko-augsburskiej w Nowym Sączu.